# Donk (Laarbeek)
Donk is een kerkdorp en een wijk in de Nederlandse gemeente Laarbeek. Samen met Beek vormt Donk de kern Beek en Donk, een voormalige gemeente die in 1997 is opgegaan in de gemeente Laarbeek.
Donk is het noordelijk deel van Beek en Donk en heeft het Piet van Thielplein met de Sint-Leonarduskerk als centrum. Donk heeft een totaal ander karakter dan de zuidelijke kern Beek.
De eerste bewoning in de Frankische tijd vond plaats in de nabijgelegen buurtschap Heereind ten westen van Donk, die betrekkelijk hooggelegen was, omstreeks 650.
In Donk stond vanouds een edelmanswoning, het Goet ter Donk. Hier werd in 1422 de Leonarduskapel gesticht die echter in 1753 is afgebroken. In 1979 werd de kapel op dezelfde plaats herbouwd.
Donk was niet meer dan een agrarische buurtschap, doch de opening van de Zuid-Willemsvaart in 1825, en de aanwezigheid van Sluis VI aldaar, zorgde voor vestiging van enige bedrijvigheid op het gebied van handel en nijverheid.
Donk heeft in de tweede helft van de 19e eeuw een sterk industrieel karakter gekregen doordat de gebroeders Van Thiel hier in 1842 een spijkerfabriek begonnen die uitgroeide tot het huidige Nedschroef concern. De fabrieken van Nedschroef liggen aan de Zuid-Willemsvaart. Een aantal fraaie fabrikantenvilla's zijn eveneens behouden gebleven.
Doordat de kern zich pas tegen het einde van de 19e eeuw sterk ontwikkelde is ook een eigen parochie pas laat gesticht, en wel in 1884. De neogotische Sint-Leonarduskerk stamt uit 1897.